# Jan Hendrik van Dapperen
Jan Hendrik van Dapperen (Baarn, 26 juni 1821 - Heerenveen, 20 december 1897) was een Nederlands organist. Hij bespeelde ook de viool en piano.
Hij was zoon in onderwijzersgezin Jan Andries van Dapperen en Louise Henriëtte Sandoz (o.a. aan de kostschool in Baarn). Hijzelf trouwde met Julia Hessel. Heerenveen kent de Van Dapperenstraat.
Zijn eerste muzieklessen ontving hij van zijn vader. Daarna mocht hij gaan studeren in Dessau en kreeg les van Friedrich Schneider. Hij belandde per ongeluk in Heerenveen. Hij was per koets onderweg naar Leeuwarden toen een pauze werd ingelast in Heerenveen. In het toenmalige Hotel Barlage werd die dag een stemming gehouden over de aanstelling van een nieuwe muziekonderwijzer. Van Dapperen vroeg of hij mee mocht doen en won. Vanaf juli 1862 was hij in die plaats te vinden las muziekonderwijzer, organist van de Hervormde kerk (bleef dat meer dan 55 jaar tegen een loon van 150 gulden) en dirigent van de plaatselijke orkestvereniging. De gemeente bepaalde wel dat werken buiten de gemeente uit-den-boze is en dat hij geen orkest mag dirigeren. Van Dapperen ging daarom aan de slag bij het plaatselijk koor Euterpe, dat dan net is opgericht. Het zou met vallen en opstaan uitgroeien tot het gemengd koor Toonkunstkoor Heerenveen.
- Gemeinsame Normdatei: 117736279
- International Standard Name Identifier: 0000 0000 0979 1620
- Virtual International Authority File: 35241810